# José Fernando de Abascal y Sousa
José Fernando de Abascal y Sousa, primo marchese di La Concordia, chiamato a volte Souza (Oviedo, 3 giugno 1743 – Madrid, 30 giugno 1821), è stato un generale ed amministratore coloniale spagnolo. Dal 20 agosto 1806 al 7 luglio 1816 fu viceré del Perù, nel corso delle guerre d'indipendenza ispanoamericane.

## Gioventù
Nato da una famiglia nobile, all'età di 19 anni entrò nell'esercito. Dopo aver servito per 20 anni fu promosso colonnello e poi brigadiere nel corso della guerra con la Francia. Nel 1796 prese parte alla difesa di L'Avana dall'assalto britannico. Tre anni dopo fu nominato comandante generale ed intendente della Nueva Galicia (Messico occidentale). Assunse l'incarico nel 1800 e nel 1804 fu nominato viceré del Río de la Plata a Buenos Aires. Non assunse mai l'incarico perché nello stesso anno fu nominato anche viceré del Perù.

## Viceré del Perù
Non poté assumere l'incarico di viceré a Lima prima del 1806, dato che fu catturato ed imprigionato dai britannici durante il viaggio dalla Spagna.
Durante la sua amministrazione fu temporaneamente abolita l'inquisizione di Lima a causa delle riforme attuate dalla Cortes in Spagna. Abascal promosse riforme dell'istruzione, riorganizzò l'esercito e sedò alcune ribellioni locali. L'ultimo carico di schiavi neri giunse in Perù durante il suo governo, nel 1806. In questo periodo uno schiavo maschio adulto veniva pagato 600 pesos.
La spedizione Balmis giunse a Lima il 23 maggio 1806. Questa spedizione, che prende il nome dal dottor Francisco Javier de Balmis che la guidò, stava distribuendo il vaccino del vaiolo in tutto l'impero spagnolo. Balmis non faceva parte del gruppo che giunse in Perù, che era guidato dal dottor José Salvany, delegato di Balmis. Il vaccino li aveva però preceduti, arrivando a Lima da Buenos Aires. Il 2 agosto 1805, 22 schiavi brasiliani furono vaccinati ed inviati come portatori viventi del vaccino in Argentina settentrionale, Paraguay, Cile e nel resto del Perù. Balmis usava gli orfani spagnoli per lo stesso motivo. Abascal ordinò vaccinazioni di massa a Lima, ma senza troppo successo. Il vaccino era disponibile, ma non gratuito, e fu utilizzato come metodo per la riscossione di ulteriori tasse.
Il 1º dicembre 1806 un terremoto durato 2 minuti scosse le torri della città di Lima. Lo tsunami generato dal sisma colpì El Callao lanciando una pesante ancora sul tetto della capitaneria di porto. Furono necessari 150 000 pesos per la riparazione dei muri della città.
Nell'ottobre del 1807 a Lima fu avvistata una cometa, e nel novembre del 1811 un'altra fu visibile ad occhio nudo per sei mesi.
Nel 1810 fu fondata la scuola di medicina di San Fernando. Nel 1812 e nel 1813 si registrarono un grande incendio che distrusse metà della città di Guayaquil, un uragano a Lima che sradicò alberi ad Alameda, e terremoti a Ica e Piura.

## La guerra di indipendenza
Quando scoppiò la rivoluzione a Buenos Aires il 25 maggio 1810, Abascal rioccupò le province di Córdoba, Potosí, La Paz e Charcas (in Alto Perù, ora Bolivia) reincorporandole all'interno del Vicereame del Perù. Queste province erano state separate dal Perù quando nel 1776 fu creato il Vicereame del Río de la Plata. Un esercito di militare fedeli al re sconfisse i ribelli a Huaqui, in Alto Perú.
Riprese anche il controllo del Cile e di Quito (Ecuador). Quito era stata assegnata al Vicereame della Nuova Granada fin dalla sua separazione dal Perù, avvenuta nel 1739.
Abascal era sostenitore della monarchia assolutista. Supportò la Cortes nella lotta contro Napoleone, inviando soldi ed armamenti. A parte questi contributi, la sua amministrazione fu tutto sommato indipendente da quella della Spagna. Lottò duramente per sopprimere i movimenti indipendentisti del Sudamerica, trasformando il Perù in un centro di sostenitori del re.
Dopo la proclamazione della costituzione spagnola del 1812, Abascal tentò di evitare che fosse applicata anche in Perù. Questo portò a rivolte a Cuzco, Tacna e Arequipa, tutte represse.
Il 24 aprile 1814 una forza spagnola guidata da Rafael Maroto sbarcò a Callao per combattere i ribelli. Il viceré inviò in Cile 2 400 uomini guidati dal brigadiere Antonio Pareja. All'arrivo sull'isola di Chiloé si unirono a molti altri uomini, rafforzando la difesa delle città di Valdivia e Talcahuano. Questa parte meridionale della colonia non simpatizzava per gli indipendentisti. Parejas poté quindi entrare a Concepción. Garantì l'amnistia alla guarnigione spagnola stanziata in questa città, e si unì a loro. Alla guida di circa 4 000 uomini andò a Chillán, che si arrese senza combattere. Qui altri 2 000 uomini si unirono a loro.
Nel 1812 Abascal fu nominato marchese di La Concordia. Nel 1816 fu richiamato in Spagna su sua richiesta, e partì. Fu rimpiazzato dal generale Joaquín de la Pezuela. Abascal morì a Madrid all'età di 79 anni, nel 1821.